# Regierung Robert Fico II
Die Regierung Robert Fico II amtierte vom 4. April 2012 bis 23. März 2016 als Regierung der Slowakischen Republik.

## Entwicklung
Bei der Parlamentswahl in der Slowakei am 10. März 2012 erreichte die sozialdemokratische Smer mit 44,4 Prozent der Stimmen eine absolute Mehrheit im Parlament (83 der 150 Sitze).
Premierminister wurde (wie schon von 2006 bis 2010) der Vorsitzende der Partei Smer Robert Fico. In der Regierung gehörten zunächst vier Minister keiner Partei an.

## Zusammensetzung
| Portfolio                                              | Minister         | Partei | Partei    | Amtsantritt       | Amtsabtritt       |
| ------------------------------------------------------ | ---------------- | ------ | --------- | ----------------- | ----------------- |
| Ministerpräsident                                      | Robert Fico      |        | Smer-SD   | 4. April 2012     |                   |
| Vize-Premierminister, Innenministerium                 | Robert Kaliňák   |        | Smer-SD   | 4. April 2012     |                   |
| Vize-Premierminister, Außenministerium                 | Miroslav Lajčák  |        | parteilos | 4. April 2012     |                   |
| Vize-Premierminister, Finanzministerium                | Peter Kažimír    |        | Smer-SD   | 4. April 2012     |                   |
| Vize-Premierminister für Wirtschaft und Investitionen  | Ľubomír Vážny    |        | Smer-SD   | 16. November 2012 |                   |
| Verteidigungsministerium                               | Martin Glváč     |        | Smer-SD   | 4. April 2012     |                   |
| Ministerium für Verkehr, Bau und regionale Entwicklung | Ján Počiatek     |        | Smer-SD   | 4. April 2012     |                   |
| Justizministerium                                      | Tomáš Borec      |        | parteilos | 4. April 2012     |                   |
| Ministerium für Arbeit, Soziales und Familie           | Ján Richter      |        | Smer-SD   | 4. April 2012     |                   |
| Gesundheitsministerium                                 | Zuzana Zvolenská |        | parteilos | 4. April 2012     | 6. November 2014  |
| Gesundheitsministerium                                 | Viliam Čislák    |        | Smer-SD   | 6. November 2014  |                   |
| Wirtschaftsministerium                                 | Tomáš Malatinský |        | parteilos | 4. April 2012     | 3. Juli 2014      |
| Wirtschaftsministerium                                 | Pavol Pavlis     |        | Smer-SD   | 3. Juli 2014      |                   |
| Landwirtschaftsministerium                             | Ľubomír Jahnátek |        | Smer-SD   | 4. April 2012     |                   |
| Umweltministerium                                      | Peter Žiga       |        | Smer-SD   | 4. April 2012     |                   |
| Ministerium für Bildung, Jugend und Sport              | Dušan Čaplovič   |        | Smer-SD   | 4. April 2012     | 3. Juli 2014      |
| Ministerium für Bildung, Jugend und Sport              | Peter Pellegrini |        | Smer-SD   | 3. Juli 2014      | 25. November 2014 |
| Ministerium für Bildung, Jugend und Sport              | Juraj Draxler    |        | parteilos | 25. November 2014 |                   |
| Kulturministerium                                      | Marek Maďarič    |        | Smer-SD   | 4. April 2012     |                   |

Nicht besetzt wurde der bisher bestehende Posten eines Vize-Premierministers und Ministers für Menschenrechte und Minderheiten. Dieser wurde nach einer Gesetzesänderung durch den neu geschaffenen Posten eines Vize-Premierministers für Wirtschaft und Investitionen ersetzt, den Ľubomír Vážny erhielt.

## Sonstiges
Am 7. März 2016 fand turnusgemäß die nächste Parlamentswahl statt. 